# أولغا إيلينا ماتي
أولغا إيلينا ماتي (بالإنجليزية: Olga Elena Mattei)‏ (1933، أريسيبو في الولايات المتحدة)؛ كاتِبة وشاعرة كولومبية.